# Amblyotrypauchen arctocephalus
Amblyotrypauchen arctocephalus är en fiskart som först beskrevs av Alcock, 1890.  Amblyotrypauchen arctocephalus ingår i släktet Amblyotrypauchen och familjen smörbultsfiskar. Inga underarter finns listade i Catalogue of Life.